# فرزل
فرزل (به عربی: فرزل) یک منطقهٔ مسکونی در لبنان است که در شهرستان زحله واقع شده‌است. فرزل ۱٬۰۰۰ متر بالاتر از سطح دریا واقع شده‌است.